# Scott Strausbaugh
Scott Strausbaugh (York, 23 luglio 1963) è un ex canoista statunitense.

## Palmarès

### Olimpiadi
- 1 medaglia:
  - 1 oro (Barcellona 1992 nello slalom C2)